# 43 f.Kr.
43 f.Kr. var ett normalår som började en måndag i den proleptiska julianska kalendern, men i verkligheten antingen ett normalår som började en söndag, måndag eller tisdag, eller ett skottår som började en söndag eller måndag i den julianska kalendern (se skottårsfelet i den julianska kalendern för mer information).

## Händelser

### Efter plats

#### Romerska republiken
- 14 april – Marcus Antonius, som är i färd med att belägra Caesars mördare Decimus Brutus i Mutina, besegrar konsul Pansas styrkor i slaget vid Forum Gallorum, men besegras sedan omedelbart av den andre konsuln Hirtius armé. Båda konsulerna dör (Hirtius efter slaget vid Mutina; Octavianus tar över befälet över deras arméer).
- 21 april
  - Cicero publicerar sin 14:e och sista Philippika.
  - Antonius besegras återigen i slaget vid Mutina av en koalition bestående av Octavianus, Decimus Brutus och årets två konsuler. Antonius drar sig tillbaka till Gallia Transalpina (Frankrike) för att gå med Aemilius Lepidus, strax efter att Decimus Brutus har dödats.
- Juli–augusti – Antonius står återigen i spetsen för en stor armé och Octavianus intågar i Rom utan motstånd. Därmed står det klart att Ciceros plan att spela ut dem mot varandra har misslyckats.
- 26 november – Octavianus träffar Antonius och Lepidus i Bononia och dessa tre ingår en officiell, femårig autokratisk pakt, kallad det andra triumviratet.

#### Gallien
- Lugdunum (Lyon) grundas.

#### Indien
- Enligt legenden skapar Nagasena Smaragdbuddhan i Patna i Indien.

## Födda
- 20 mars – Publius Ovidius Naso, romersk skald (död 17 eller 18 e.Kr.)
- Iotapa, prinsessa av Medien

## Avlidna
- 7 december – Cicero, romersk talare, författare och politiker (mördad; född 106 f.Kr.) [1]
- Decimus Brutus, romersk statsman (mördad)
- Publius Cornelius Dolabella, tillförordnad konsul efter mordet på Julius Caesar
- Aulus Hirtius, romersk statsman (stupad)
- Pansa, romersk statsman (stupad)
- Trebonius, en av Caesars mördare (mördad av Publius Cornelius Dolabella)
- Verres, romersk praetor

### Fotnoter
1. ↑  Det hände i dag